# 九四式三号型特殊受信機
九四式三号型特殊受信機（きゅうよんしきさんごうとくしゅじゅしんき）は、大日本帝国陸軍が開発した無線通信傍受用の装置である。軍司令部または師団司令部に設置され、軍用短波と一般通信周波数を可能な限り多く傍受するよう設計された。運搬には三九式輜重車丙1輌に搭載されたほか、受信に直接必要な器材は駄馬2頭で運搬できた。全備重量は180kg。
この傍受用無線機の開発は大正15年から開始された。方針はまず、軍司令部および師団司令部に装備するため、具体案を作成して機能を試験するという内容だった。
昭和3年、方針を修正し研究を再開。準備研究を行った。研究内容は、軍用波長と一般固定局の用いる波長をできる限り多く傍受でき、数機を近接させても使用できる高級な装備であること、また移動性があることとされた。
昭和4年、審査要領において、短波と長波を受信可能な2部構成であること、駄馬2頭で運搬できること、また必要であれば機能向上に必要な装備を追加することが決められた。さらに第一次試作品の設計を完了した。
昭和5年、方針を修正し、特別大演習に試用した。機能向上のための補備装置について研究が重ねられ、主要部がおおむね決定された。
昭和6年、方針を修正し、軍用短波と一般通信用周波数をできる限りあまねく傍受できること、数機を近接使用できること、駄馬2頭もしくは輜重車1輛で運搬できること、必要であれば機能向上に必要な装備を追加することと決められた。器材を特別通信演習その他に参加させ、電信隊兵員に実用させた結果、所期の目的に適すると確認できた。
昭和7年以降、無線技術の進歩に伴って所要の補修を加えた。
昭和10年3月、兵器採用検査の実績から短期に製造可能なことが確認された。9月、仮制式制定の上申案を決定。11月には陸軍技術本部に意見を求めて異論がなかったことから仮制式制定上申が認められた。12月、上申された。

## 構成
この受信機は受信装置、付属品、予備品と材料で構成される。
受信装置内容
- 受信機・長波受信機と短波受信機から構成され、拡大と検波機能を持つ。周波数範囲は長波が12から2,000キロサイクル毎秒。短波が1,000から20,000キロサイクル毎秒である。
- 付属品・受話器など。ほかにはワイヤーカッター、ねじ回し、携帯電圧計、収納用の箱4個が付属した。箱は輜重用十五年式駄馬具によって駄載できる。
- 予備品・交換用部品。

材料内容
- 空中線は約20m長の被覆線を用いた。懸架して用いるほか、地線として数本を地上に敷いた。